# Melissa Navia
Melissa Navia (New York, 24 agosto 1984) è un'attrice colombiana naturalizzata statunitense.
È nota per interpretare il personaggio di Erica Ortegas nella serie televisiva Star Trek: Strange New Worlds, ottava serie live action del franchise di fantascienza Star Trek.

## Biografia
Melissa Navia è un'attrice colombiana, naturalizzata statunitense, nata e cresciuta a New York. Ha iniziato a recitare a 10 anni, esordendo sul palcoscenico. Ha studiato teatro musicale al liceo, proseguendo con la recitazione.
È apparsa in numerosi film nel ruolo da protagonista, come ad esempio nelle pellicole Imogene - Le disavventure di una newyorkese (Girl Most Likely, 2012), Hymns (2016) e Love Me Anyway (2018).
Nel 2017 appare nell'episodio The Oath della seconda stagione della serie televisiva Billions, in cui interpreta un'astronauta costretta a rimanere per tutta la vita sul pianeta Marte. Nel 2018 è nei due episodi Woman Down e Bedwomb, della serie televisiva Dietland, in cui interpreta una vigilante la cui missione è combattere i crimini contro le donne.
Nel 2020 fa il suo esordio nella prima mondiale dello spettacolo Off-Broadway Bundle of Sticks, all'INTAR Theatre. Lo spettacolo ha ricevuto critiche entusiastiche e il suo ruolo di Francisco è stato elogiato dalla critica. Lo spettacolo ha tuttavia dovuto terminare anticipatamente le rappresentazioni il 12 marzo dello stesso anno a causa della pandemia da Covid-19.
Nel 2022 è nel cast regolare di Star Trek: Strange New Worlds trasmessa da Paramount+, ottava serie televisiva live-action del franchise di fantascienza Star Trek, in cui interpreta Erica Ortegas, ufficiale di plancia e timoniere della USS Enterprise NCC-1701, sotto il comando del capitano Christopher Pike. Melissa Navia ha affermato che è entrata a far parte del cast di Strange New Worlds grazie al compagno, Brian Brannon, scomparso nel 2021, che l'ha sostenuta, convinto dell'importanza nell'interpretare quella parte, in una serie che avrebbe riportato Star Trek alle origini.
Oltre a recitare sa suonare il banjo, pratica le arti marziali e scrive.

## Vita privata
L'ingresso nella serie televisiva Star Trek: Strange New Worlds è coincisa con un grave lutto da parte dell'attrice, dato che ha coinciso con la scomparsa del compagno Brian Bannon, morto di leucemia nel 2021.

## Filmografia

### Attrice

#### Cinema
- Love Eterne, regia di Joseph Villapaz (2011)
- Break Point, regia di Ariel Sultan - cortometraggio (2011)
- Metal Gear, regia di Agustin Rodriguez - cortometraggio (2011)
- That's What She Said, regia di Carrie Preston (2012)
- Red Tulips: A Story About Forgetting, regia di Shanti Thakur - cortometraggio (2012)
- Imogene - Le disavventure di una newyorkese (Girl Most Likely), regia di Shari Springer Berman e Robert Pulcini (2012)
- Highly Specialized, Highly Committed, regia di Michael R. Giordano (2013)
- Sleeping with the Fishes, regia di Nicole Gomez Fisher (2013)
- The Paragon Cortex, regia di John Kilker (2013)
- Legacy, regia di Sangmi Lee - cortometraggio (2013)
- Love Eterne [Mourning], regia di Joseph Villapaz - cortometraggio (2014)
- Grind, regia di Zachary Halley - cortometraggio (2014)
- Growing Up and Other Lies, regia di Darren Grodsky e Danny Jacobs (2014)
- Amira & Sam, regia di Sean Mullin (2014)
- What It Was, regia di Daniel Armando (2014)
- Temecula, regia di Benjamin Mennell - cortometraggio (2015)
- Il prescelto (The Chosen), regia di Ben Jehoshua (2015)
- Working Poor, regia di Steven Bozga - cortometraggio (2016)
- Hymns, regia di Ryan Balas (2016)
- Love Me Anyway, regia di Ryan Balas (2018)
- Sotto sequestro (Bel Canto), regia di Paul Weitz (2018)
- Tower of Silence, regia di Erik Flynn Patton (2019)
- Room 220, regia di Indrani - cortometraggio (2019)

#### Televisione
- El Capo - serie TV, episodio 3x01 (2014)
- Tremor Team 12, regia di R.J. O'Sullivan - film TV (2014)
- Common Charges - serie TV, 7 episodi (2015)
- Mix-Matched - serie TV, episodio 1x01 (2015)
- The Affair - Una relazione pericolosa (The Affair) - serie TV, episodio 2x04 (2015)
- New York Normal, regia di R.J. O'Sullivan - film TV (2017)
- Billions - serie TV, episodio 2x04 (2017)
- Homeland - Caccia alla spia (Homeland) - serie TV, episodio 7x04 (2018)
- Dietland - serie TV, episodi 1x09-1x10 (2018)
- New Amsterdam - serie TV, episodio 3x01 (2021)
- Bull - serie TV, episodi 6x09-6x10 (2022)
- Star Trek: Strange New Worlds - serie TV, 30 episodi (2022-2025)

### Doppiatrice
- Interwoven, regia di V.W. Scheich (2016)

## Teatro
- Bundle of Sticks (2020)